# Montbronn
Montbronn (Mombronn in tedesco, Mumere in Lothringer Platt) è un comune francese di 1 653 abitanti situato nel dipartimento della Mosella nella regione del Grand Est.

## Società

### Evoluzione demografica
Abitanti censiti